# Miguasha nationalpark

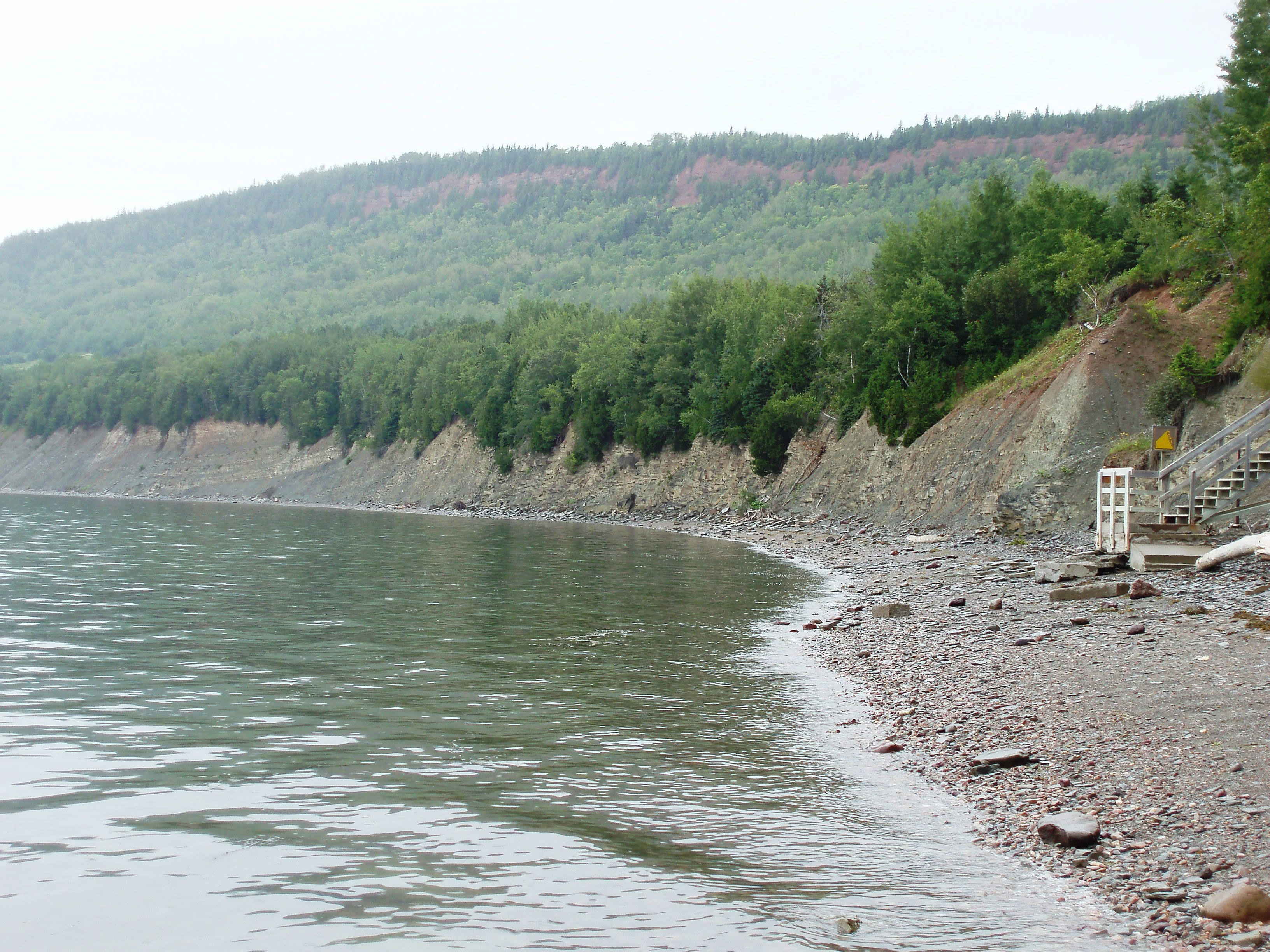
Miguasha nationalpark

Miguasha nationalpark ligger på Gaspéhalvön i sydöstra delen av provinsen Québec, Kanada.

## Naturen
Kustklipporna är skapade av gråa bergssediment omkring 350–375 miljoner år gamla. Området är mestadels bevuxet med björk- och ädelgranskogar. 

## Historia
1842 fann Abraham Gesner stor mängd fossil i området, vilka han lämnade över till British Museum; fossilfynden skapade stor uppmärksamhet över världen. På 1970-talet gick rykten om att några amerikaner ville köpa fyndplatsen. Québecs regering satte dock stopp för detta genom att köpa upp en stor del av trakten för att skydda fossilen och viktiga paleontologiska värden och gjorde området till en provinspark. Utkanterna av området ägs av ett 100-tal personer som begränsar exploatering av området. Till dags datum har här identifierats över 5 000 fossil som sedan kategoriserats och lagt in i databaser. 1985 blev parken nationalpark och 1999 blev parken uppsatt på Unescos världsarvslista.